# Lucien Claes
Lucien Johannes Claes (ur. 13 czerwca 1923 w Zwijndrechcie, zm. 13 listopada 1994) – belgijski zapaśnik walczący w stylu klasycznym. Olimpijczyk z Helsinek 1952, gdzie zajął piętnaste miejsce w kategorii do 62 kg.

## Letnie Igrzyska Olimpijskie 1952
| Konkurencja          | Rundy eliminacyjne     | Rundy eliminacyjne      | Klas. końcowa |
| Konkurencja          | Przeciwnik I           | Przeciwnik II           | Miejsce       |
| -------------------- | ---------------------- | ----------------------- | ------------- |
| 62 kg styl klasyczny | Bartl Brötzner (AUT) P | Rolf Ellerbrock (FRG) P | 15.           |